# Separati in casa
Separati in casa è un film italiano del 1986, sceneggiato e diretto da Riccardo Pazzaglia, che interpreta sé stesso.

## Trama
Riccardo e Carolina sono sposati da vent'anni. Il loro rapporto si è guastato perché Riccardo ritiene la consorte troppo petulante e iperprotettiva nei confronti di Luciano, il loro unico figlio; Carolina a sua volta ritiene invece che la crisi sia da attribuirsi alle abitudini di Riccardo, come ad esempio quella di obiettare continuamente sul menù dei pasti giornalieri.
Quando la situazione diventa insostenibile, marito e moglie si rivolgono ai rispettivi avvocati per sbrigare le pratiche del divorzio; su consiglio di questi, date le scarse risorse economiche della famiglia e l'impossibilità di trovare un'altra sistemazione, decidono consensualmente di convivere temporaneamente sotto lo stesso tetto, ma "separati in casa".
La situazione però non migliora affatto, anzi arriva a conseguenze paradossali: i due infatti finiscono per tracciare in casa una linea divisoria fra i rispettivi spazi di competenza, che passerà anche per il letto matrimoniale.
Luciano, affranto per ciò che sta succedendo, simula una malattia incurabile del padre per risanare il rapporto d'amore fra i genitori. Dopo questo espediente, Carolina capisce quanto sia importante Riccardo per lei; anche Riccardo si rende conto che tutti questi litigi sono stati sciocchi e inutili, e per coronare la pace ripristinerà la disposizione dei mobili facendo anche risistemare il letto matrimoniale.